# Waterstofsuperoxide

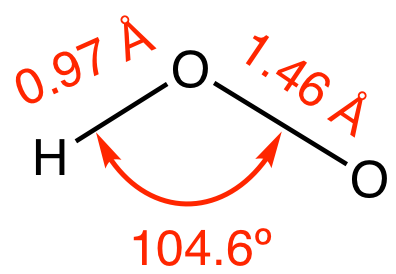
molecule hydroperoxyl

Waterstofsuperoxide is een neutraal radicaal met de formule HO2 dat in lage concentraties in de atmosfeer voorkomt.
Het wordt ook wel hydroperoxyl genoemd.
De molaire massa bedraagt: 33,01 g/mol
Het behoort tot de stofklasse van de reactieve zuurstofcomponenten.